# Сельц (коммуна)
Сельц (фр. Seltz) — коммуна на востоке Франции в регионе Гранд-Эст (бывший Эльзас — Шампань — Арденны — Лотарингия), департамент Нижний Рейн, округ Агно-Висамбур, кантон Висамбур. До марта 2015 года коммуна являлась административным центром одноимённого упразднённого кантона (округ Висамбур).

## Географическое положение
Город расположен на реке Зауэр недалеко от Рейна. Около 10 км к востоку от Сельца, на правом берегу Рейна, лежит немецкий город Раштатт. Расстояние до Баден-Бадена по дороге 28 км пути, до Карлсруэ 41 км и до Страсбурга 51 км к югу.
Площадь коммуны — 21,0 км², население — 3161 человек (2006) с тенденцией к росту: 3311 человек (2013), плотность населения — 157,7 чел/км².

## История
У древнего города, расположенного на берегу реки Рейн, богатая история. Издревле, благодаря удобному расположению возле реки, которую легко можно было пересечь в месте расположения города, здесь обустраивались древние племена и народы. Кельты называли город Салисо, римляне, которые построили здесь военные лагеря, Салетио. Многочисленные останки этих древних племён были обнаружены в 1900 году.
Во времена царствования Меровингов эта местность называлось Салосия, а при Каролингах, построивших замок, город стал называться Сальц. В 968 году Оттон I, основатель Святой Римской Империи, подарил город и соседние деревни своей жене, императрице Адельгейде, которая основала там бенедиктинское аббатство, где она и умерла в 999 году. Её могила стала местом паломничества. Епископ Страсбурга добивался её канонизации в 1085 году.
В эпоху царствовани династии Гогенштауфенов Сельц получил статус города, а в 1357 году императором Карлом IV был превращён в имперский город.
1798 году на Раштаттском конгрессе были обозначены границы, в том числе и между Францией и Баденом. 9 января 1803 года Наполеон Бонапарт лично созвал собрание кантонов в Сельце.
Оригинальный документ этой церемонии, украшенный печатью Бонапарта, хранится в архивах города.
Как и весь Эльзас, Сельц с 1871 по 1918 год был аннексирован Германской империей, и после окончания Первой мировой войны снова возвращён Франции. Во время Второй мировой войны город был временно эвакуирован. Повторная аннексия Эльзаса Германией произошла в 1940 году. В марте 1945 года Сельц был освобождён союзными войсками и окончательно остался в составе Франции.

## Население
Население коммуны в 2011 году составляло 3250 человек, в 2012 году — 3281 человек, а в 2013-м — 3311 человек.
| 1962 | 1968 | 1975 | 1982 | 1990 | 1999 | 2006 | 2008 | 2011 | 2012 | 2013 |
| ---- | ---- | ---- | ---- | ---- | ---- | ---- | ---- | ---- | ---- | ---- |
| 2150 | 2387 | 2570 | 2637 | 2584 | 2985 | 3161 | 3217 | 3250 | 3281 | 3311 |

Динамика населения:

## Экономика
В 2010 году из 2202 человек трудоспособного возраста (от 15 до 64 лет) 1733 были экономически активными, 469 — неактивными (показатель активности 78,7 %, в 1999 году — 73,9 %). Из 1733 активных трудоспособных жителей работали 1583 человека (872 мужчины и 711 женщин), 150 числились безработными (58 мужчин и 92 женщины). Среди 469 трудоспособных неактивных граждан 156 были учениками либо студентами, 137 — пенсионерами, а ещё 176 — были неактивны в силу других причин.

## Достопримечательности (фотогалерея)

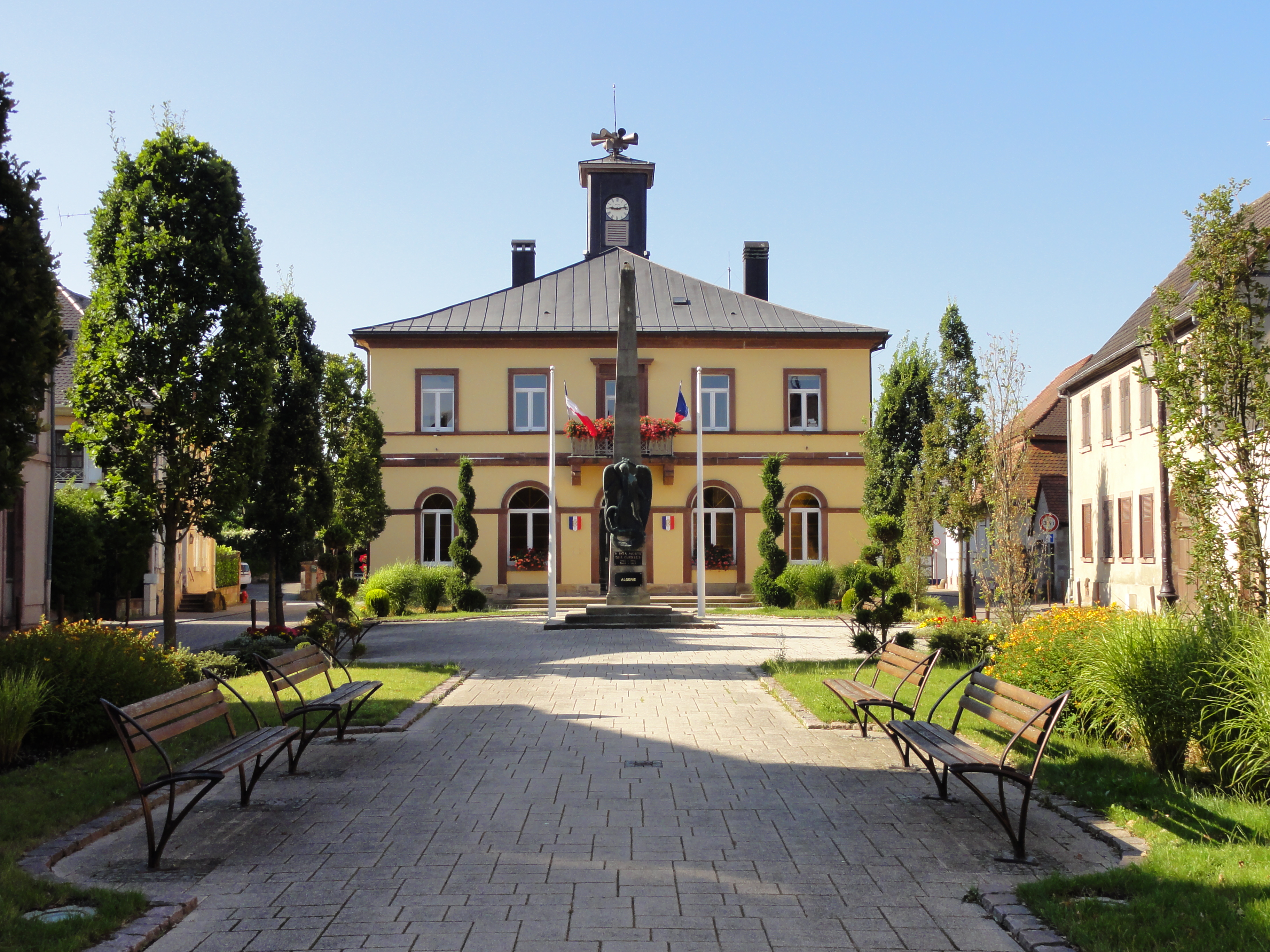
Здание мэрии
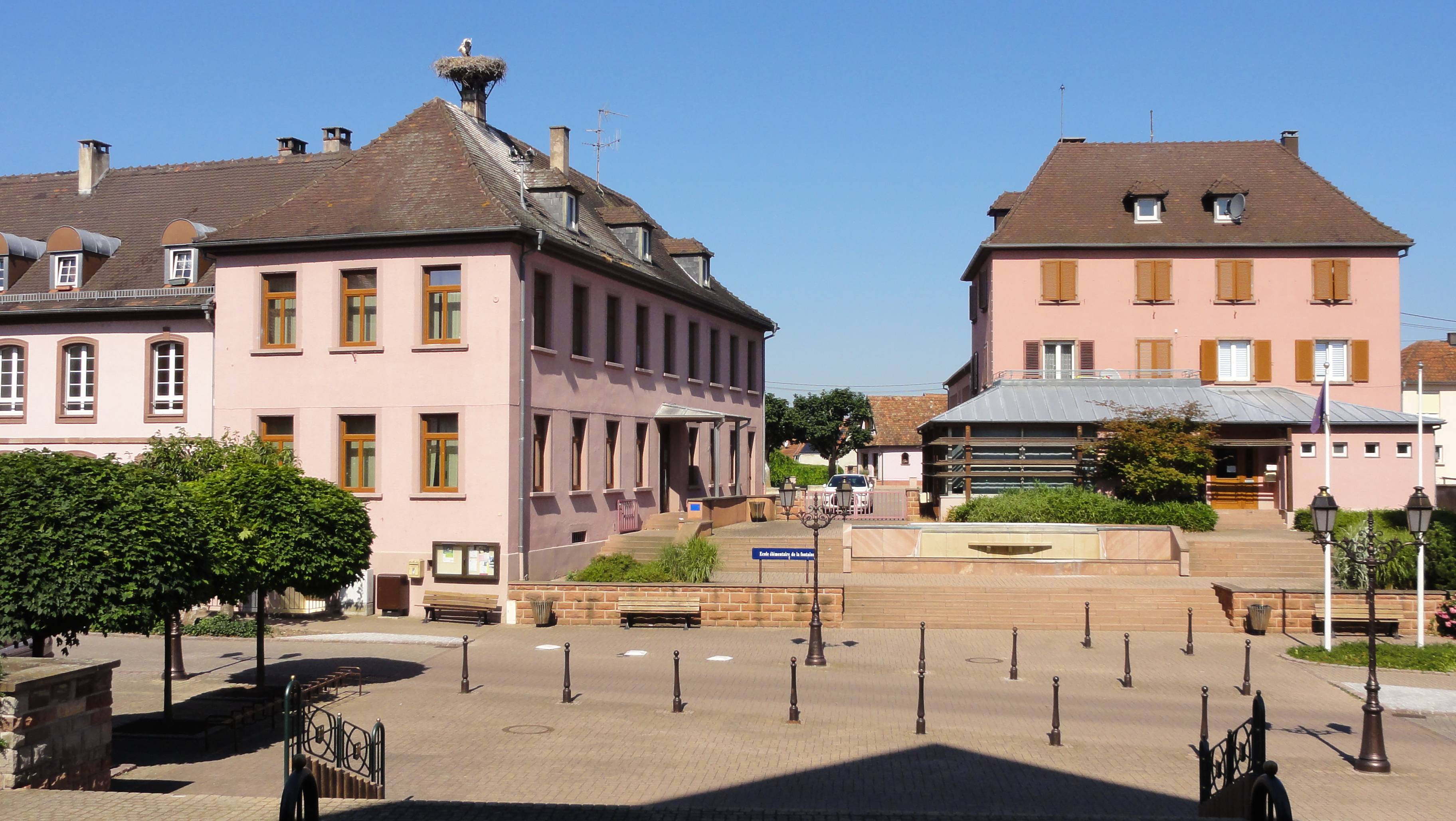
Здание школы
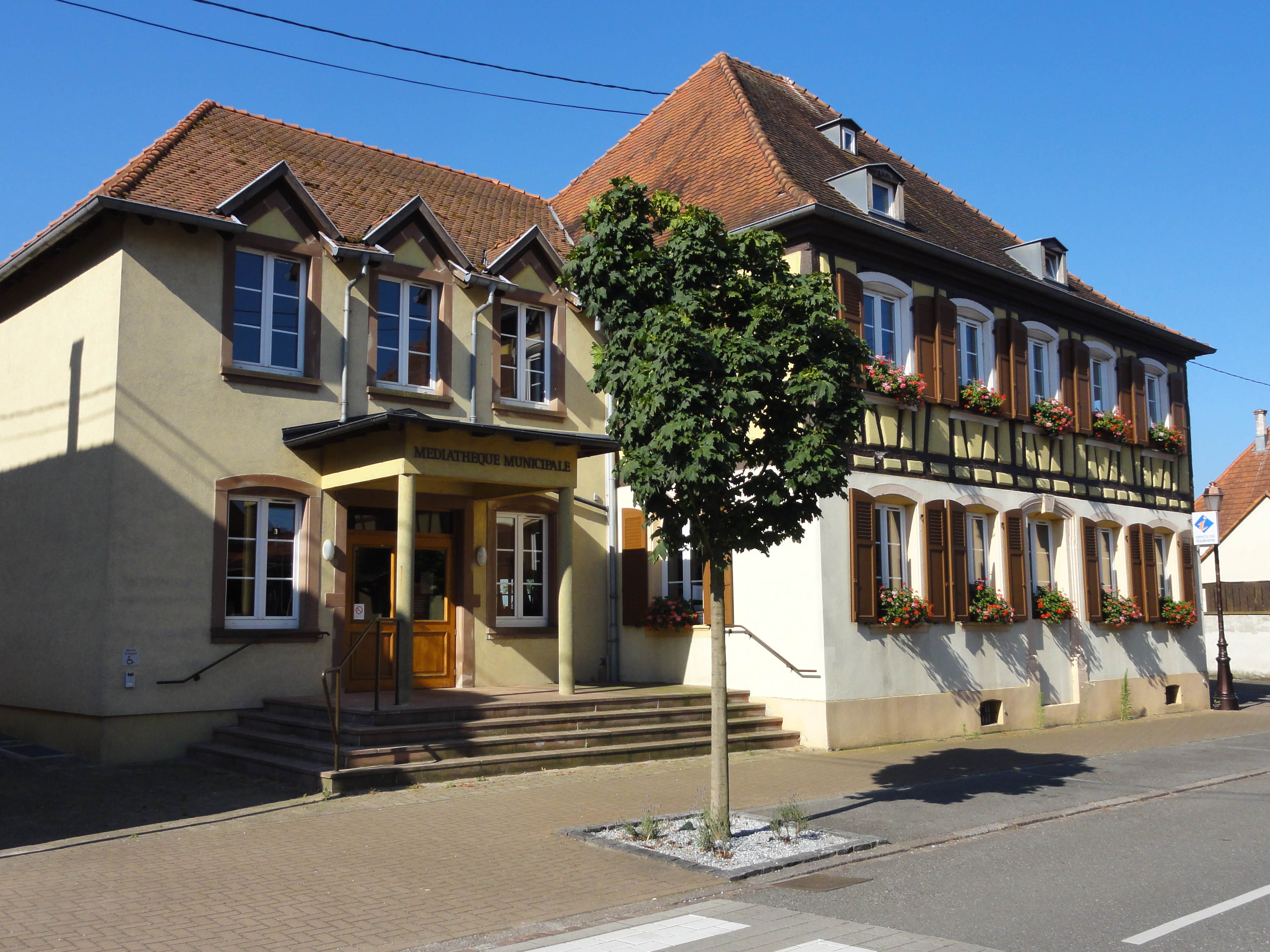
Городская медиатека